# Your Time Hasn't Come Yet Baby
"Your Time Hasn't Come Yet Baby" ("Tu momento no ha llegado aún, nena") es una canción del género balada, compuesta por Joel Hirschhorn y Al Kasha, grabada por Elvis Presley para la película Speedway ("A todo escape" o "Curva peligrosa"). Extraída de las sesiones de grabación para el álbum de la banda sonora de la película en cuestión y editada por RCA como cara A de un disco simple con "Let Yourself Go" en la cara B,  la versión de Elvis entró en varias listas de éxito a nivel mundial en 1968.

## Grabación
Presley registró al menos dos versiones de la canción durante las grabaciones en los estudios de la MGM de Culver City, California; el 20 de junio de 1967. una la que apareció en la película Speedway y la otra la que se editó como sencillo. En el caso del sencillo fue la toma # 6 con la que se procedió a la masterización. 

### Estilo y lírica
El resultado final fue el de una canción infantil del género balada con algunos elementos de música góspel. Debido a que en la secuencia coreográfica donde Elvis interpreta el tema, él le habla a una niña a la que le comenta que aún tiene mucho para vivir y que cuando crezca conocerá a un joven que se interesará en ella y que cuando llegue el momento su corazón lo sabrá,  en las notas finales puede escucharse un breve pasaje de la melodía de la marcha nupcial de Felix Mendelssohn 

## Músicos
- Elvis Presley - voz
- The Jordanaires - coros
- Tiny Trimbell - guitarra
- Chip Young - guitarra
- Larry Muhoberac - piano
- Bob Moore - bajo
- Pete Drake - lap steel
- D. J. Fontana - batería
- Buddy Harman - batería [4]

## Listas
| Listas (1968)                 | Posición alcanzada |
| ----------------------------- | ------------------ |
| Australia                     | 19                 |
| UK Singles Chart              | 22                 |
| US Billboard Hot 100          | 72                 |
| US Billboard Hot Country Song | 50                 |
| Zimbabue                      | 7                  |

### Sencillo
| Listas (1968)               | Posición alcanzada |
| --------------------------- | ------------------ |
| Australia Kent Music Report | 19                 |